# Fiesta Sudaka (Parte 1)
Fiesta Sudaka (Parte 1) es el segundo álbum de estudio de Los Gardelitos. Fue registrado durante el otoño de 1999 (junto con En tierra de sueños (Parte 2), el cual saldría a la venta años después editado de forma independiente). Este álbum fue editado por la multinacional Sony durante el mes de septiembre, y presentado el 10 de diciembre en la Federación de Box ante 2.200 personas, lo que significó el pico de convocatoria para la banda hasta ese momento. El disco dispone de 9 canciones de Korneta Suárez, a las que se suman 2 composiciones instrumentales de Eli Suárez. Con un arte de tapa tipo collage, el material atraviesa una amplitud de estilos como reggae, ritmos latinos y algunos aires de música ciudadana. Las letras se inclinan esta vez por lo social, sin dejar de lado lo sentimental.

## Lista de canciones
1. Introducción gardeliana
2. 6 AM
3. Amando a mi guitarra
4. Comandante Marcos
5. Ciudad descalza
6. ¡Y todavía quieren más!
7. El dragón
8. No puedo para mi moto
9. Llámame
10. Caras de limón
11. Corazón bailando al viento

## Músicos
- Eduardo "Korneta" Suarez †: voz y guitarra acústica
- Eli Suarez: guitarra eléctrica y voz
- Bruno Suárez: batería
- Jorge Rossi: bajo